# Les Folies de Maubeuge
 (mai 2010).
Si vous disposez d'ouvrages ou d'articles de référence ou si vous connaissez des sites web de qualité traitant du thème abordé ici, merci de compléter l'article en donnant les références utiles à sa vérifiabilité et en les liant à la section « Notes et références ».
Les Folies de Maubeuge sont une manifestation culturelle organisée par le Manège, théâtre labellisé Scène nationale à Maubeuge.
Apparue en 1987 sous l'impulsion de Didier Fusillier, sous le nom de Les Inattendus de juillet, cette manifestation se déroulait tous les ans à Maubeuge entre fin juin et début juillet. De nombreux concerts, spectacles de rue, expositions y étaient organisés.
En 2017 a lieu la dernière édition, renommée pour l'occasion Monstres et Merveilles.

## Programmation musicale
- 2016 : Cœur de pirate, Gavin James, Balthazar, Anorexic Sumotori, Unno, Caribbean Dandee
- 2015 : Soprano, Sianna, Birth of Joy, Triggerfinger, Obsolete Radio, Alpha Blondy
- 2014 : Julien Doré, Talisco, Hollysiz, Two Bunnies in Love, Wati B all stars, Hacktivist
- 2013 : Dub Inc, Kery James, Olivia Ruiz, Lescop, Colours in the Street, Tryo, Buridane
- 2012 : Brigitte, Arthur H, Archimède, Têtes Raides, Absynthe Minded, Danakil, 1995
- 2011 : Gaëtan Roussel, Felipecha, K's Choice, Arid, Lilly Wood and the Prick, Syd Matters, Fredrika Stahl, A State of Mind, Ben l'Oncle Soul
- 2010 : Olivia Ruiz, Féloche, Los Bombon, Le Peuple de l'Herbe, Beat Torrent, Emir Kusturica and The No Smoking Orchestra, Okou
- 2009 : Cocoon, John & Jehn, Caravan Palace, Keziah Jones, Korn, BB Brunes, Quidam
- 2007 : The Rapture, Les Plastiscines, AaRON, Yannick Noah, DobaCaracol, Ayọ, Ridan, Jean Racine
- 2006 : OSA, Editors